# Tellurate

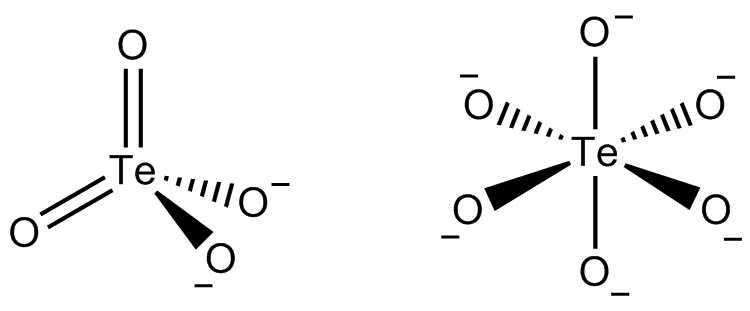
Structure des anions métatellurate (à gauche) et orthotellurate (à droite).

Un tellurate est un composé chimique contenant un oxyanion de tellure dans lequel cet élément est à l'état d'oxydation +6, formellement dérivé de l'acide tellurique Te(OH)6, par opposition à un tellurite, qui est un composé contenant un oxyanion de tellure à l'état d'oxydation +4, formellement dérivé de l'acide tellureux H2TeO3. Ces deux oxyanions sont cependant couramment désignés respectivement comme tellurate(VI) et tellurate(IV) en accord avec les recommandations de l'IUPAC. L'ion métatellurate a pour formule TeO42− tandis que l'ion orthotellurate a pour formule TeO66−. Parmi les autres oxyanions du tellure, on peut également citer le pentaoxotellurate TeO54−, le ditellurate Te2O108− et des anions polymériques avec du tellure hexacoordonné, comme (TeO56−)n.

## Oxyanions du tellure

### Métatellurates
L'anion métatellurate TeO42− est analogue à l'anion sulfate SO42− et à l'anion séléniate SeO42−. Cependant, alors que les sulfates et les séléniates forment des sels isomorphes, l'ion métatellurate tétraédrique n'est observé que dans quelques composés tels que le sel de tétraéthylammonium NEt4TeO4. De nombreux composés dont la stœchiométrie suggère la présence d'ions métatellurate contiennent en réalité des anions polymériques de tellure(VI) hexacoordonné, comme le tellurate de sodium Na2TeO4, qui contient des octaèdres centrés sur le tellure et qui se touchent par des sommets.
TeO42− → TeO32− + 1⁄2 O2, (E0 = –1,042 V)
Le potentiel d'oxydo-réduction standard E0 est significatif car il donne une indication de la force de l'ion tellurate comme oxydant.

### Orthotellurates
On connaît des composés contenant l'anion TeO66−, comme Ag6TeO6, Na6TeO6 et Hg3TeO6. Il existe également des hydroxyoxotellurates, qui contiennent du TeO66− protoné, comme (NH4)2TeO2(OH)4, parfois écrit NH4TeO4·2H2O, qui contient l'ion TeO2(OH)42− octaédrique.

### IonTeO54−
Le composé Cs2K2TeO5 contient des ions TeO54− de géométrie bipyramidale trigonale. Le composé Rb6Te2O9 contient à la fois des anions TeO54− et TeO42−. D'autres composés dont la stœchiométrie suggère la présence d'ions TeO54− peuvent contenir le dimère Te2O108− constitué de deux octaèdres TeO6 partageant ou bien un sommet comme dans le Li4TeO5 et le Ag4TeO5 ou bien une arête comme dans le Hg2TeO5.

### Ions polymériques
L'ion dimérique Te2O108−, formé de deux octaèdres de TeO6 partageant une arête commune, est observé dans le composé Li4TeO5. Un hydroxy-oxyanion semblable, Te2O6(OH)4, est présent dans l'hexahydrate de ditellurate(VI) de sodium et de potassium Na0.5K3.5Te2O6(OH)4·6H2O, qui contient des paires d'octaèdres ayant une arête en commun. On trouve des chaînes d'anions polymériques (TeO5)4n−
n formées d'octaèdres TeO6 par exemple dans le composé Li4TeO5.

### Chimie aqueuse
En solution aqueuse, les ions tellurate sont hexacoordonnés. À pH neutre, l'ion le plus courant est H5TeO6−. À pH élevé (basique), c'est l'ion H4TeO62−, tandis qu'à pH faible (acide), il se forme de l'acide tellurique H6TeO6, encore écrit Te(OH)6.

### Comparaison structurelle avec les oxyanions de soufre et de sélénium
Les oxyanions de soufre ont une coordinence de 4 et tous ces ions, qu'il s'agisse du sulfate SO42−, du pyrosulfate S2O72−, du trisulfate S3O102− et du pentasulfate S5O162−, contiennent du soufre tétracoordonné dans des tétraèdres unis par des sommets.
Il existe de nombreux exemples de sélénium tétracoordonné parmi les séléniates, notamment l'ion tétraédrique SeO42− et l'ion pyroséléniate Se2O72−, dont la structure est semblable à celle de l'ion pyrosulfate S2O72−. Contrairement au cas du soufre, il existe des composés de l'oxyanion de sélénium pentacoordonné comme SeO54− et un exemple de composé de l'ion SeO66−,,.

## Spectroscopie RMN
Le tellure a deux noyau actif pour la spectroscopie RMN, le 123Te et le 125Te. Le 123Te a une abondance de 0,9 % est un spin nucléaire valant 1⁄2. Le 125Te a une abondance de 7 % et également un spin de 1⁄2. On utilise davantage le 125Te car il a une meilleure sensibilité. L'ion métatellurate présente un déplacement chimique d'environ 610 ppm lorsqu'il est analysé à l'aide du 125Te à 25 °C, à une fréquence de 94,735 MHz et par rapport à une solution aqueuse molaire d'acide tellurique (concentration de 1 mol/L).